# 拉吕泽讷
拉吕泽讷（法語：La Luzerne，法語發音：[la lyzɛʁn]）是法国芒什省的一个市镇，属于圣洛区。

## 地理
拉吕泽讷（49°8'20"N, 1°3'1"W）面积1.94 平方千米，位于法国诺曼底大区芒什省，该省份为法国西北部沿海省份，西、北、东北三面环大西洋，东起顺时针与卡爾瓦多斯省、奧恩省、马耶讷省和伊勒-维莱讷省接壤。
与拉吕泽讷接壤的市镇（或旧市镇、城区）包括：维利耶福萨尔、库万、勒梅尼勒鲁克瑟兰、圣安德烈德莱皮讷、圣洛。

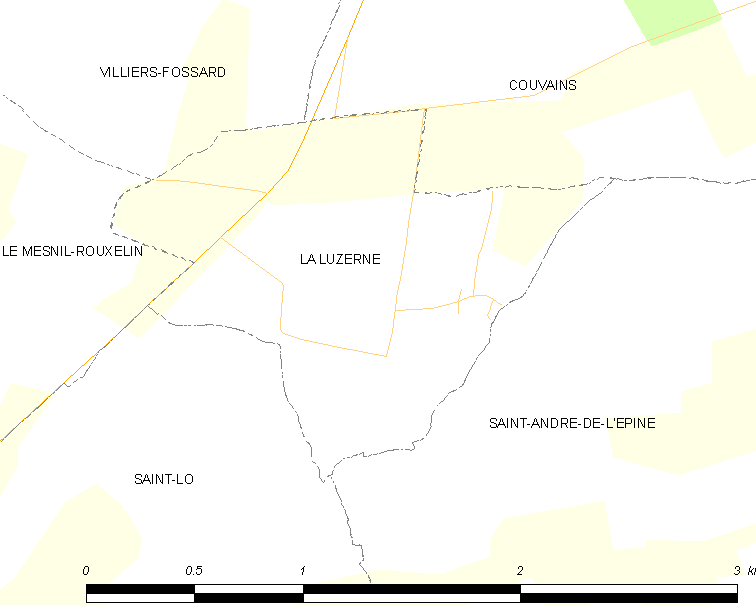
拉吕泽讷的OSM定位图

拉吕泽讷的时区为UTC+01:00、UTC+02:00（夏令时）。

## 行政
拉吕泽讷的邮政编码为50680，INSEE市镇编码为50283。

## 政治
拉吕泽讷所属的省级选区为圣洛第二县。

## 人口

1962-2008年间拉吕泽讷人口变化图示

拉吕泽讷于2022年1月1日时的人口数量为81人。